# Yamaha XJ 750 Seca
Yamaha XJ 750 Seca je motocykl vyvinutý firmou Yamaha, vyráběný v letech 1981–1985. Jeho předchůdce byl model Yamaha XJ 650 Seca.
Motor je čtyřdobý, vzduchem chlazený řadový čtyřválec. Sekundární převod je kardanem.

## Technické parametry
- Rám: dvojitý kolébková ocelový
- Suchá hmotnost: 218 kg
- Pohotovostní hmotnost: 238 kg
- Maximální rychlost: 203 km/h
- Spotřeba paliva: 6,5–7,5 l/100 km